# Villa Torrigiani (Scandicci)
(Guido Carocci)
Villa Torrigiani è una villa storica e monumento nazionale, situata nei pressi della chiesa di San Martino alla Palma, nel comune di Scandicci. La villa è parte dell'azienda agricola Fattoria S. Martino alla Palma, una delle principali realtà produttive di vino e olio nella zona del Chianti.

## Storia
In origine la villa era di proprietà della famiglia Cambiozzi e altro non era che una semplice casa da signore. Nel 1490 l’immobile passò ai Cini del gonfalone Lion Bianco. È stata completamente restaurata o, per meglio dire, ricostruita, da Raffaello di Luca Torrigiani (1544).

## Descrizione
L'ingresso della villa si trova nella parte posteriore, attraverso il giardino. Il piano terra è in realtà rialzato e qui vi si trova una loggia che dà un secondo nome con cui è conosciuta la struttura, "Villa la Loggia". 
Al suo interno è presente un affresco di Bernardino Poccetti. Il cortile interno è quadrato, è presente inoltre un giardino pensile su un'ampia terrazza da cui è possibile ammirare sia Firenze che la piana di Settimo. 
L'oratorio interno è dedicato a  santi Carlo Borromeo e Luca Evangelista.
La villa si trova al centro dell'azienda agricola Fattoria San Martino alla Palma, una proprietà di circa 350 ettari, che comprende 22 poderi storici sui quali si coltivano vitigni e ulivi.